# Gnamptogenys leiolabia
Gnamptogenys leiolabia é uma espécie de formiga do gênero Gnamptogenys.